# Achot II d'Arménie
Pour les articles homonymes, voir Achot.
Achot II (en arménien Աշոտ Բ) ou Achot Erkath (Աշոտ Երկաթ, « Achot le Fer » ; mort en 928) est un membre de la famille arménienne des Bagratides, qui a été roi d'Arménie de 912 à 928. Il est le fils de Smbat Ier le Martyr, roi d'Arménie.

## Biographie
Dès son avènement, il entreprend de débarrasser son royaume des incursions de l'émir Yousouf d'Azerbaïdjan, qui avait supplicié son père. Yousouf décide de favoriser un cousin d'Achot, également nommé Achot et lui donne le titre royal en 914. Dépassé, il se rend en ambassade en 920 à Constantinople auprès de l'empereur Constantin VII Porphyrogénète, qui lui confie une troupe d'auxiliaires. Cela suffit à intimider l'émir Yousouf. Pour marquer sa supériorité vis-à-vis des princes arméniens, de Gagik Arçrouni, roi de Vaspourakan et de son cousin Achot, il demande et obtient du calife Al-Muqtadir le titre de roi des rois d'Arménie. Finalement, il met fin à la révolte de son cousin, et soumet les différents princes arméniens, n'hésitant pas à couper le nez ou crever les yeux des principaux rebelles. Il vainc également l'émir Yousouf à la bataille du lac Sevan, et ce dernier est disgracié et rappelé à Bagdad.
Selon Christian Settipani, Achot d'Arménie et Marie de Katchen, qu'il épouse en 917, seraient les parents de Rhipsime, épouse de Nikola Kumet, eux-mêmes parents de Samuel de Bulgarie.
Achot II meurt en 928. Son frère Abas lui succède.